# Musashi Suzuki
Musashi Suzuki (jap. 鈴木 武蔵 Suzuki Musashi; ur. 11 lutego 1994 w Montego Bay) – japoński piłkarz występujący na pozycji napastnika, zawodnik belgijskiego K Beerschot VA.

## Życiorys
Urodził się w Montego Bay na Jamajce. Jego ojciec jest Jamajczykiem, zaś matka Japonką z którą wyjechał do Japonii w wieku 6 lat.

### Kariera klubowa
Od 2012 roku występował w klubach: Albirex Niigata, Mito HollyHock, Matsumoto Yamaga F.C. i V-Varen Nagasaki.
1 stycznia 2019 podpisał kontrakt z japońskim klubem Hokkaido Consadole Sapporo, umowa do 31 stycznia 2020.

### Kariera reprezentacyjna
Był reprezentantem Japonii w kategoriach wiekowych: U-17 i U-23. Został powołany do kadry na Igrzyska Olimpijskie w 2016 roku.
W reprezentacji seniorskiej Japonii debiutował 22 marca 2019 na stadionie Nissan (Jokohama, Japonia) w meczu towarzyskim przeciwko reprezentacji Kolumbii.

## Sukcesy

### Klubowe
Hokkaido Consadole Sapporo
- Zdobył drugie miejsce Pucharu Ligi Japońskiej: 2019

### Reprezentacyjne
Japonia U-23
- Zwycięzca Pucharu Azji U-23: 2016

Japonia
- Zdobywca drugiego miejsca Pucharu Azji Wschodniej: 2019